# 张力 (1955年)
张力（1955年9月—），男，汉族，河北隆尧人，中华人民共和国政治人物，曾任共青团河北省委书记、邯郸市人民政府市长、中共邯郸市委书记，中共内蒙古自治区党委常委、中共内蒙古自治区纪委书记，第十届全国人大代表。